# مسجد استاد و طبرستانی
مسجداستاد و طبرستانی مربوط به دوره قاجار است و در بابل، خیابان امام خمینی، محله پنج شبنه بازار واقع شده و این اثر در تاریخ ۲۴ اسفند ۱۳۸۳ با شمارهٔ ثبت ۱۱۵۲۹ به‌عنوان یکی از آثار ملی ایران به ثبت رسیده است.